# Patricia Verdugo
Patricia del Carmen Verdugo Aguirre (20 de octubre de 1947-13 de enero de 2008) fue una periodista y escritora chilena.
Estudió en la Escuela de Periodismo de la Pontificia Universidad Católica de Chile. Desde 1969 hasta 1973 se desempeñó como asistente de Relaciones Públicas de la Escuela Militar; entre 1974 y 1977 en la revista Ercilla, y en la revista Hoy durante 1986 y 1990. Posteriormente, trabaja en la revista Apsi. Es autora de varios libros de periodismo investigativo. Durante su vida obtuvo diversos premios por su labor de periodista de investigación: en 1993 obtuvo el premio María Moors Cabot de la Universidad de Columbia, en 1997 el Premio Nacional de Periodismo en Chile y en 2000 el premio LASA, otorgado por la Latin American Studies Association. Falleció el 13 de enero de 2008.

## Infancia y juventud
En 1950, Patricia tenía 3 años y ya sabía escribir. La figura de su padre Sergio Verdugo la marcó profundamente, sus tardes de niñez la pasaba junto a él, quien sería en el futuro su guía y con quien soñaría el porvenir del país. Asistió hasta tercero básico al colegio Nido de Águilas, donde desarrolló los conceptos de igualdad y respeto a la libertad.[cita requerida] En estos años fue capaz de denunciar a un religioso, que habría tenido conductas indebidas con ella, marcándola fuertemente en su carácter.[cita requerida]
En el Liceo 9 tuvo la experiencia de convivir con personas de diferentes clases sociales, donde dirigió el centro de alumnos, defendió al profesorado y otras causas. En 1965 ingresó a periodismo a la Universidad Católica; durante su estadía en dicha casa de estudios fue contratada por Erica Vexler para ser la productora periodística del espacio Erica Vexler, emitido por Canal 13. En 1968 participó en la toma de la Universidad con sus compañeros, obligando a colocar a un rector laico. Ese mismo año a los veintiún años se titulaba de periodista con los máximos honores y, poco después, se casaba con su colega Edgardo Marín.

## El golpe
Después de mil días terminaba el gobierno de la Unidad Popular, recuerda el comunicado de la comisión política del Partido Socialista: «El estado burgués en Chile no sirve para construir el socialismo y es necesario su destrucción». La revista en la que trabajaba, Ercilla, estaba ligada al Partido Demócrata Cristiano y tenía cuatro décadas de vida, siendo uno de los pocos medios que permanecía en circulación tras el golpe militar. La libertad de prensa se vino abajo, ya que todos sus manuscritos tenían que pasar por los censores.

## Divisiones familiares
Su hermano menor (Roberto), su tío paterno (Gustavo Verdugo) pertenecían a las Fuerzas Armadas y su padre militaba en la DC, incluso ella estaba ligada a la Escuela Militar como relacionadora pública, pero se desvinculó para trabajar de lleno en la revista Ercilla. En los 70 se agudizó la división de la familia de la periodista y comenzaron los años más duros para ella, dado que en 1971 muere su primogénito de un año de vida a causa de un riñón mal formado, a los pocos años falleció una hija de dos años marcándola fuertemente.

## Su trabajo ante todo
A pesar de sus dolorosas perdidas marcadas en su vida, nunca abandonó el trabajo. Emilio Filippi destacó su fortaleza y el que no fuera sectaria. Aprendió a comunicar en medio de la censura, declarándose como una disidente, siempre se mantuvo la pregunta ¿Dónde están? En la revista Ercilla se instauró la autocensura, creían que los teléfonos estaban intervenidos y que había micrófonos en todos lados. En 1976 su padre Sergio Verdugo, presidente del Sindicato de la Sociedad Constructora Establecimientos Educacionales fue asesinado por la dirección de Inteligencia de Carabineros, DICAR, un suceso fundamental en su vida que la dejó fuertemente marcada.
En 1977 renuncia en solidaridad a Emilio Filippi a Ercilla, decidiendo fundar la revista HOY, bajo la premisa de ser Periodistas libres en relación con los derechos humanos. En esta revista se publicaban denuncias como la de la joven profesora Sonia Aguayos, quien encontró a su marido descuartizado en el Servicio Médico Legal. Estas vivencias la llevaron a escribir en 1979 su primer libro “Una herida abierta”, texto prohibido por el régimen, sufriendo diversas amenazas.

## Otros rumbos
En 1983 asume la presidencia del Colegio Metropolitano de Periodistas, también junto a María Olivia Mönckeberg y María Rozas el movimiento mujeres por la vida, en un intento de mostrar el descontento de la mujer chilena. En 1984 se une a Luis Matte Valdés, quien fue el ex–Ministro de Vivienda de Salvador Allende y en 1986 tiene a su tercer hijo junto a él. La muerte del sacerdote André Jarlan de la población La Victoria en 1984, la motivó a escribir su segundo libro “André de la Victoria”, dejando centenares de copias a los pobladores.
En su tercer libro Quemados vivos en 1986 relata la historia de dos jóvenes, Carmen Gloria Quintana y Rodrigo Rojas De Negri, quienes fueron rociados con combustible por una patrulla militar. Tras la publicación de este libro fue citada a declarar, alegando: “Yo no ofendo, yo informo de los hechos que ocurren”, finalmente fue absuelta de las acusaciones. La justicia de imprenta marcaba una de sus mayores victorias.
Con motivo del atentado contra el general Pinochet, la periodista escribe su libro “Operación siglo XX”, en conjunto con Carmen Hertz. Luego vendría una nueva publicación de Patricia, “Los Zarpazos del Puma”, que batío récord editorial al vender alrededor de cien mil ejemplares en pocos meses, en este libro trataba sobre los hechos ocurridos en la llamada Caravana de la Muerte, encabezada por el general Sergio Arellano Stark. En 1988 fue una de las fundadoras del movimiento político Independientes por el Consenso Democrático.
La labor de Patricia ya había cruzado las fronteras y su lucha por los derechos humanos, y en 1993 recibe por la Universidad de Columbia el premio Maria Moors Cabot, destinados a los mejores periodistas del continente. El Premio Nacional de Periodismo de Chile lo obtiene el 11 de septiembre de 1997. También el premio LASA en el 2000, otorgado por la Latin American Studies Association.

## Fallecimiento
La noche del 13 de enero de 2008, Verdugo falleció en el Hospital Clínico de la Universidad Católica debido a un cáncer de vesícula biliar. Su muerte generó múltiples muestras de pesar en el ámbito periodístico chileno y en las organizaciones de derechos humanos.

## Obras publicadas
- Una herida abierta (1979).
- André de La Victoria (1984).
- Quemados vivos (1986).
- Los Zarpazos del Puma (1989).
- Operación Siglo XX (1990).
- Tiempo de días claros (1990).
- Conversaciones con Nemesio Antúnez (1995).
- Interferencia secreta (1998).
- Bucarest 187 (1999).
- Pruebas a la vista (2000).
- El enigma de Machu-Picchu (2001).
- Allende: Cómo la Casa Blanca provocó su muerte (2003).
- Alvear: Confesiones de una mujer de Estado (2005).
- De la tortura NO se habla: Agüero versus Meneses (editora, 2005).